# Qualificazioni al campionato europeo maschile under 21 di calcio 2013 - Gruppo 8

## Classifica
| Squadra     | P.ti | G | V | N | P | F  | S  | DR  |
| ----------- | ---- | - | - | - | - | -- | -- | --- |
| Inghilterra | 21   | 8 | 7 | 0 | 1 | 24 | 3  | +21 |
| Norvegia    | 16   | 8 | 5 | 1 | 2 | 13 | 7  | +6  |
| Belgio      | 11   | 8 | 3 | 2 | 3 | 17 | 15 | +2  |
| Azerbaigian | 7    | 8 | 2 | 1 | 5 | 6  | 18 | -12 |
| Islanda     | 3    | 8 | 1 | 0 | 7 | 4  | 21 | -17 |

## Risultati
| Arbitro: | Miroslav Zelinka |

|                     |           |             |
| Sigurðarson 25’ 87’ | Marcatori | 42’ Benteke |

| Arbitro: | Domagoj Vučkov |

|                                                          |           |  |
| Dawson 5’ 89’ Lansbury 21’ 73’ Henderson 45’ Waghorn 79’ | Marcatori |  |

| Arbitro: | Ivan Kružliak |

|                                              |           |                  |
| Bruno 2’ Mertens 35’ Meunier 81’ Benteke 83’ | Marcatori | 24’ İmamverdiyev |

| Arbitro: | Jakob Kehlet |

|  |           |                    |
|  | Marcatori | 31’ King 87’ Rogne |

| Arbitro: | Arnold Hunter |

|  |           |                            |
|  | Marcatori | 21’ Henriksen 90+2’ Børven |

| Arbitro: | Clément Turpin |

|  |           |                                |
|  | Marcatori | 12’ 15’ 49’ Oxlade-Chamberlain |

| Arbitro: | Bernhard Lippert |

|                             |           |                           |
| Imamverdiyev 22’ Özkara 31’ | Marcatori | 40’ De Pauw 76’ de Jonghe |

| Arbitro: | Halis Özkahya |

|             |           |                        |
| Berisha 24’ | Marcatori | 3’ Dawson 7’ Henderson |

| Arbitro: | Ilias Spathas |

|                            |           |                        |
| Pedersen 57’ de Lanlay 70’ | Marcatori | 2’ Bruno 60’ Badibanga |

| Arbitro: | Pavle Radovanović |

|                                                    |           |  |
| Sordell 40’ Kelly 58’ Dawson 86’ Gardner 90’ 90+2’ | Marcatori |  |

| Arbitro: | Harald Lechner |

|                                |           |           |
| Naessens 72’ El Kaddouri 90+1’ | Marcatori | 14’ Kelly |

| Arbitro: | Liran Liany |

|                                                             |           |  |
| Lansbury 9’ 53’ Caulker 36’ Oxlade-Chamberlain 90+4’ (rig.) | Marcatori |  |

| Arbitro: | Emir Alecković |

|              |           |  |
| Gökdəmir 41’ | Marcatori |  |

| Arbitro: | Dimitar Meckarovski |

|              |           |  |
| Pedersen 29’ | Marcatori |  |

| Arbitro: | Petur Reinert |

|                 |           |                                   |
| Sigurðarson 20’ | Marcatori | 77’ Abdullayev 90+1’ İmamverdiyev |

| Arbitro: | Yevhen Aranovskiy |

|                            |           |                  |
| Eikrem 15’ Våge Nilsen 86’ | Marcatori | 26’ Sigurjónsson |

| Arbitro: | Athanassios Giachos |

|  |           |                         |
|  | Marcatori | 28’ Caulker 83’ Shelvey |

| Arbitro: | Vitali Meshkov |

|               |           |                                           |
| Batshuayi 70’ | Marcatori | 12’ (rig.) Singh 60’ Berget 90+2’ Bakenga |

| Arbitro: | Slavko Vinčić |

|             |           |  |
| Wickham 43’ | Marcatori |  |

| Arbitro: | Padraig Sutton |

|                                                       |           |  |
| Vetokele 25’, 89’ Van Tricht 69’ Batshuayi 74’, 90+3’ | Marcatori |  |